# Súmacu no Izetta
A Súmacu no Izetta (終末のイゼッタ; Hepburn: Shūmatsu no Izetta; alternatív címén Izetta, Die Letzte Hexe; angol címén Izetta: The Last Witch vagy Izetta of the End) japán animesorozat. A sorozatot 2016. június 10-én jelentették be hivatalos weboldalának megnyitásával és az első előzetes közzétételével. A sorozat az Adzsiadó Animation Works gyártásában készült, Fudzsimori Maszaja rendezésében és Josino Hirojuki forgatókönyve alapján. Az első epizódot 2016. október 1-jén vetítették Japánban az AT-X és a Tokyo MX, majd néhány nap késéssel a SUN TV és a BS11 adókon, a 12., befejező epizódot 2016. december 17-én mutatták be.

## Történet
A Súmacu no Izetta története egy alternatív világban játszódik. 1939-ben Germania (Harmadik Birodalom) lerohanta az egyik szomszédos országot, Livoniát (Lengyelország), ezzel kirobbantva a második világháborút. A totalitárius birodalom 1940-re már Nyugat-Európa nagy részét is elfoglalta, többek között Thermidort (Franciaország) és Nordot (Norvégia), következő célpontja pedig egy kis alpesi ország, az Eylstadti Hercegség. Izetta, egy boszorkánycsalád utolsó élő tagja, álmából felébredve varázserejével segít Eylstadt hercegnőjének és gyermekkori barátjának, Finének megvédeni az országot.

## Szereplők

### Főszereplők

Izetta és Finé a Fehér Boszorkány kastélyában

Izetta (イゼッタ; Izetta)
Szinkronhangja: Akaneja Himika  (japán), Skyler McIntosh (angol)
Izetta a sorozat címszereplője, egy boszorkánycsalád utolsó élő tagja. Gyermekkorában találkozott Finé hercegnővel, akivel jó barátságot ápol, s a hercegnő egyszer meg is mentette az életét. Izetta kiskorában, hogy titokban tarthassa boszorkány voltát, nagymamájával járta az országokat, ami visszahúzódóvá, de öntudatossá tette. Mikor kitör a háború, Finé és Eylstadt védelmének szenteli magát, ezért még egy tabut is megdönt azzal, hogy nyíltan használja az erejét.
Izetta varázserejével képes bármit irányítani és mozgatni, amit megérint, erejét azonban nagyban befolyásolják a ley vonalak, azok jelenlététől és sűrűségétől függ, hogy milyen mértékben használhatja varázserejét az adott helyen. Mikor Izetta szembeszáll az ellenséggel, seprű helyett rendszerint egy nagy Solothurn S–18/1000-es páncéltörő puskán ül, magát pedig hegyes, rúd formájú tárgyakkal, mint például középkori lovassági lándzsákkal, kardokkal veszi körül, amelyekkel megsemmisíti az ellenséges repülőket és tankokat.
Ortfiné „Finé” Fredericka von Eylstadt (オルトフィーネ・"フィーネ"・フリーレリカ・フォン・エイルシュタット; Orutofíne „Fíne” Furederika fon Eirusutatto; Hepburn: Orutofīne „Fīne” Furederika fon Eirushutatto)
Szinkronhangja: Hajami Szaori  (japán), Mallorie Rodak (angol)
Finé Eylstadt koronahercegnője, a trón egyetlen örököse. Kedves és erős akaratú, akit szeret a népe. Apja betegségben való eltávozása után őrá hárul a feladat, hogy megvédje országát a germaniai támadástól. Finé és Izetta gyermekkorukban találkoztak, s mivel Finé nem félt Izetta varázserétől, hanem csodálta azt, közeli barátok lettek. A hercegnőnek egyszer meg is kellett védenie Izettát, mikor véletlenül felgyújtott egy fészert és feldühödött parasztok meg akarták ölni. Finé Izetta iránti szeretete miatt vonakodva küldi csatába, féltve őt.

### Eylstadt
Az Eylstadti Hercegség egy kis alpesi ország, a sorozat cselekményének fő helyszíne. Területileg Liechtenstein és Ausztria Tirol és Vorarlberg tartományának helyén terül el, fővárosát, Landsbruckot Innsbruck ihlette. A katonai felszerelését többnyire első világháborús fegyverek jellemzik, nagy részét, így a Renault FT könnyűharckocsikat főként a thermidori hadseregtől (francia hadsereg) szerezte a két világháború között, emellett kis számú modern repülőgéppel is rendelkezik. Iparának húzóága a precíziós gépgyártás, az egyik ilyen vállalatot, az Einberger Corporationt meg is kísérlik Britanniába telepíteni a háború kirobbanása után. Germania célja Eylstadt meghódításával, hogy rövidebb úton érhesse el szövetségesét, a Romolusi Föderációt (Olasz Királyság), lehetővé téve egy Mediterráneum és Afrika felé indított közös támadást.
Rudolph (ルドルフ; Rudorufu)
Szinkronhangja: Morikava Tosijuki  (japán), Philip Weber (angol)
Eylstadt főhercege, aki nem sokkal a germaniai invázió kezdete után betegségben meghal, ezzel lányára, Finére hagyva a trónt.
Sieghart Müller (ジークハート ミューラ; Dzsíkuháto Múra; Hepburn: Jīkuhāto Mūra)
Szinkronhangja: Takahasi Hiroki  (japán), Christopher Wehkamp (angol)
Sieghart „Sieg” Müller tanácsadó a Hercegi Palotában. Egy, a hercegi családot generációk óta szolgáló család tagja. Ő felel Eylstadt hírszerzéséért és kémelhárításáért. Hogy Izetta titkát megőrizhessék végez egy fiatal eylstadti katonával, Jonasszal. A tette folyamatosan kísérti, s emiatt később egy germaniai katona lövi le, akit Jonasnak néz.
Bianca (ビアンカ; Bianka)
Szinkronhangja: Ucsida Aja  (japán), Madeleine Morris (angol)
Bianca az Eylstadti Fejedelmi Őrség vezetője és Finé hercegnő testőre. Kezdetben bizalmatlan Izettával, de hamar eloszlanak a kételyei és védelmébe veszi a boszorkányt.
Lotte (ロッテ; Rotte)
Szinkronhangja: Tójama Nao  (japán), Jill Harris (angol)
Lotte egy energikus, mindig vidám szobalány a Hercegi Palotában és Finé hercegnő parancsára Izetta szolgálója. A családjának van egy fogadója Eylstadt régi fővárosában, ahol a Fehér Boszorkány kastélya is található.
Elvira Friedmann (エルヴィラ フリードマン; Eruvuira Furídoman; Hepburn: Eruvuira Furīdoman)
Szinkronhangja: Hanazava Kana  (japán), Tia Ballard (angol)
Elvira Finé hercegnő személyes tanítója, korábban az Atlantai Egyesült Államokban volt több újság és rádió riportere. Müller ajánlására a hercegnő Izetta nyilvános népszerűsítésével bízza meg, hogy ezzel emeljék az eylstadiak morálját. Emellett Izettát tanítja úri hölgyként viselkedni, nem túl sok sikerrel.
Schneider tábornok (シュナイーダ; Sunaída; Hepburn: Shunaīda)
Szinkronhangja: Sioja Kózó  (japán), Jeremy Schwartz (angol)
Az eylstadti haderő főparancsnoka.
Warmer (ヴァルマー; Vuarumá; Hepburn: Vuarumā)
Szinkronhangja: Vatanuki Rjúnoszuke  (japán)
Finé miniszterelnöke és az egyik legfőbb tanácsadója.
Hans Obermayer (ハンス オベルマヤ; Hanszu Oberumaia; Hepburn: Hansu Oberumaia)
Szinkronhangja: Kenn  (japán), Haulston Mann (angol)
Az eylstadti Schweizen erőd helyőrségének vezetője. Miután az erőd elesik a germaniai invázió kezdeti szakaszában, fontos szerepet játszik Finé és Izetta Belkman embereitől való elmenekülésében, ezért Finé belső körének megbecsült tagjává válik.
Koontz (シュナイーダ; Kóncu; Hepburn: Kōntsu)
Szinkronhangja: Takahasi Sinja  (japán), Chris Ryan (angol)
Egy kém, akit rendszeresen titkos küldetésekre bérel fel Müller a hercegi család számára.
Jonas Gallea (ヨナス ガレラ; Ionaszu Garera; Hepburn: Ionasu Garera)
Szinkronhangja: Endó Hirojuki  (japán), Jean-Luc Hester (angol)
Jonas egy fiatal, szemüveges újonc katona, aki nagy családból származik, van két lánytestvére és egy öccse. Véletlenül fültanúja lesz egy beszélgetésnek, melyben Izetta gyengeségéről van szó. Miután őrmesterének – aki valójában egy beépült germaniai kém – elszólja magát, az kicsalja az erdőbe, hogy megtudja tőle az információt. Az őrmester lábon lövi a fiút és a családjával fenyegeti meg, de Müller és Koontz megzavarják, majd Müller megöli Jonast, hogy Izetta kiszivárgott titka továbbra is rejtve maradjon.
Tobias (トビアス; Tobiaszu; Hepburn: Tobiasu)
Szinkronhangja: Madzsima Dzsundzsi  (japán), Kyle Phillips (angol)
Finé hercegnő fiatal testőre westriai útján. Belkman lelőtte, amikor segíteni próbált a hercegnőnek elmenekülni a vonatról.
Hermann (ヘルマン; Heruman)
Szinkronhangja: Okiaju Rjótaró  (japán), Ben Bryant (angol)
Finé hercegnő idősebb, szakállas testőre westriai útján. Az egyik germaniai kommandós lőtte le Finé elfogásakor az első epizódban.
Weisse Hexe (ヴァイス ヘクセ vagy 白き 魔女; Vaiszu Hekusze vagy Siroki Madzso; Hepburn: Vaisu Hekuse vagy Shiroki Majo)
A Weisse Hexe (Fehér Boszorkány) Eylstadt legendás védelmezője volt a múltban. Miután Izetta a varázserejét használva visszaverte a támadó germaniai hadsereget Coenenbergnél, az emberek a második Fehér Boszorkányként kezdték éltetni. A legenda szerint Eylstadt egy hercege és a boszorkány szerelembe estek, azonban a herceg a halálos ágyán, félve hogy ez tudomására jut az egyháznak, s eretnekség vádjával veszélybe kerül az országa, ő maga adta parancsba, hogy adják át a boszorkányt az inkvizíciónak, akik máglyán megégették. A germaniaiak a Birodalmi Technológiai Arzenál 9-es Fejlesztőrészlegében egy sejtmintából számos klónját állították elő, hogy saját mágikus fegyverükként használják fel (lásd: Sophie).

### Germania
Germania egy erős katonai állam, amelynek alapját a Harmadik Birodalom adta, de leginkább az első világháború előtti, császári Német Birodalomként ábrázolják. Fővárosát, Neue Berlint az Albert Speer által megalkotott Welthauptstadt Germania terveiről mintázták. Katonai felszerelése a Wehrmacht és a Luftwaffe villámháborús időszakának megfelelő, a sorozatban láthatóak Panzer II, III és IV harckocsik, Wirbelwind, Junkers Ju 87 „Stuka” és Heinkel He 111 bombázók, Messerschmitt Bf 109 vadászrepülők, Junkers Ju 52 csapatszállítók is, illetve V–1-esek is. Az utolsó két epizódban Germania egy atombombához hasonló fegyvert készül bevetni, amelyet Sophie ereje működtet és egy V–2-es ballisztikus rakétával juttatnák célba.
Arnold Belkman (アーノルド ベルクマン; Ánorudo Berukuman; Hepburn: Ānorudo Berukuman)
Szinkronhangja: Szuvabe Dzsunicsi  (japán), John Burgmeier (angol)
Belkman egy germaniai különleges egység parancsnoka, a sorozat egyik főbb negatív szereplője. A történet elején őt bízzák meg Izetta Neue Berlinbe szállításával, később pedig a boszorkány titka után kutat. Rendkívül ravasz és kiváló elemző. Miután Otto elbocsájtja a biztos halál elől menekülve átáll az eylstadtiakhoz és fontos információkat ad át nekik. A sorozat végén az Atlantai Egyesült Államokba viszi a 9-es Fejlesztőrészleg titkait.
Sophie (ゾフィー; Zofí; Hepburn: Zofī)
Szinkronhangja: Amamija Szora  (japán), Jād Saxton (angol)
Az igazi Fehér Boszorkány klónja, akit a Birodalmi Technológiai Arzenál 9-es Fejlesztőrészlege alkotott meg. Önálló akarat nélkül született meg, tudatát Izetta vére ébresztette fel. Az eylstadtiak a múltban elárulták, ezért erős gyűlöletet érez irántuk. Bábként teljesíti a császár parancsait annak világuralmi törekvéseiben, cserébe személyesen pusztíthatja el Eylstadtot. A világ varázserejét elnyelni képes mágikus kő felét használja fő fegyvereként, amely mellékhatásaként használója életerejét nyeli el. A kővel első összecsapásukkor könnyedén legyőzi Izettát, második összecsapásukkor viszont Izetta a kő másik felével a világ összes varázserejét egy hatalmas robbantásba koncentrálja, Sophie ugyanezt próbálja tenni, a teste viszont túl gyenge, hogy túlélje.
Rickert Bisterfelt (リッケルト ビスタフェルト; Rikkeruto Biszutaferuto; Hepburn: Rikkeruto Bisutaferuto)
Szinkronhangja: Hanae Nacuki  (japán), Derick Snow (angol)
Belkman jobbkeze. Rickert egy nemesi család fiatal örököse, amely a saját útját járja a világban. Lorenz oldalán behatol a Fehér Boszorkány kastélyába, ahol megtalálják a titkos helyiségben a leyvonal-térképet, de később egy Biancával folytatott tűzpárbajban életét veszti.
Otto (オットー; Ottó; Hepburn: Ottō)
Szinkronhangja: Jamadera Kóicsi  (japán), Brandon Potter (angol)
Germania császára, akinek karakterét részben Adolf Hitler, részben II. Vilmos német császár ihlette. Alattvalóival ellentétben ő hisz a boszorkányok létezésében, ezért megparancsolja, hogy fogják el és vigyék elé Izettát. Világuralmi terveihez a Fehér Boszorkány klónját, Sophie-t használja fel, a boszorkány halála után azonban a szövetségesek átfogó támadást indítanak Germania ellen, s 1941-ben, nem sokkal Neue Berlin eleste előtt öngyilkosságot követ el.
Elliot (エリオット; Eriotto)
Szinkronhangja: Hirakava Daiszuke  (japán), Dave Trosko (angol)
Elliot a császár főtanácsadója.
Bassler (バスラー; Baszurá; Hepburn: Basurā)
Szinkronhangja: Hoszoja Josimasza  (japán), Jeffrey Schmidt (angol)
A germániai légierő századosa és ászpilótája. Századát elpusztította Izetta, amikor először mentette meg Finét. Bassler rendezni akarja a számlát, amiért a büszkeségén csorba esett. Ő vezeti azt a különítményt, amelyet Finé elfogásával bíznak meg, hogy ne érjen a Germania által szervezett megadási konferenciára, de Belkmannak köszönhetően kudarcot vall. Hű marad országához, a háború vége felé gépével feltehetőleg utolsó, öngyilkos küldetésére indul.
Elisabeth (エリザベート; Eriszabéto; Hepburn: Erisabēto)
Szinkronhangja: Inoue Kikuko  (japán), Leah Clark (angol)
Magas rangú germaniai tiszt, a Birodalmi Technológiai Arzenál 9-es Fejlesztőrészlegének feje.
Lorenz (ローレンツ; Rórencu; Hepburn: Rōrentsu)
Szinkronhangja: Sirakava Súszaku  (japán), Alejandro Saab (angol)
Lorenz egy germaniai százados és az eylstadti hadseregbe beépült kém, ahol Jonas osztagának őrmestere. Miután Jonas tudomására hozza, hogy ismeri Izetta gyenge pontját, Lorenz erőszakkal próbálja kicsikarni belőle az információt, de Müller és Koontz megzavarják és üldözőbe veszik. Később Rickerttel együtt eljut a Fehér Boszorkány kastélyába, ahol megtalálják a titkos helyiségben a leyvonal-térképet, de menekülés közben Bianca egyik mesterlövésze agyonlövi.
Görtz (ゲルツ; Gerucu; Hepburn: Gerutsu)
Szinkronhangja: Jusza Kódzsi  (japán), Michael Johnson (angol)
Annak a germaniai különítménynek a parancsnoka, aminek a feladata lett volna Izetta és Finé Neue Berlinbe szállítása. Életét veszti mikor Izetta felébred és a varázsereje darabokra tépi az őket szállító repülőgépet.

### További szereplők
Lord Redford (レドフォド; Redofodo)
Szinkronhangja: Hosino Micuaki  (japán), Cole Brown (1–6. ep.), David Wald (7–12. ep.) (angol)
Britanniai külügyminiszter, aki szimpatizál Eylstadt ügyével.
Izetta nagymamája (イゼッタの祖母; Izetta no szobo; Hepburn: Izetta no sobo)
Szinkronhangja: Hirano Fumi  (japán)
Izetta egyetlen ismert felmenője, aki még a sorozat kezdete előtt, ismeretlen helyen és időben meghalt. Izetta kiskorában, hogy titokban tarthassa boszorkány voltát, vele járta az országokat, tőle tanult mindent.

## Médiamegjelenések

### Anime
Az animesorozatot 2016. június 10-én jelentették be hivatalos weboldalának megnyitásával és az első előzetes közzétételével. A sorozat az Adzsiadó Animation Works gyártásában készült, Fudzsimori Maszaja rendezésében és Josino Hirojuki forgatókönyve alapján. Az első epizódot 2016. október 1-jén vetítették Japánban az AT-X és a Tokyo MX, majd néhány nap késéssel a SUN TV és a BS11 adókon, a 12., befejező epizódot 2016. december 17-én mutatták be.
Az Egyesült Államokban a Crunchyroll vetítette a japán bemutatással párhuzamosan, a forgalmazási jogokat pedig a Funimation szerezte meg. A Funimation 2016. október 19-től tette elérhetővé az angol nyelvű változatot.
Az anime nyitódala a Cross the Line Akino és a bless4 előadásában, a záródala pedig a Hikaru aru baso e (光ある場所へ; Hepburn: Hikaru aru basho e) May’ntől.

#### Epizódok
| # | Epizód címe | Első japán sugárzás |
| --- | --- | ------------------- |
| 1 | A harc kezdete Tatakai no hadzsimari / Der Anfang der Schlacht (たたかいのはじまり; Hepburn: Tatakai no hajimari)                              | 2016. október 1.    |
| Egy alternatív második világháború idején a semleges Westriában (Svájc) Ortfiné „Finé” Fredericka von Eylstadtot, egy kis alpesi ország, Eylstadt hercegnőjét egy vonaton germaniai katonák veszik üldözőbe. Germania agresszív, diktatórikus országa Európa nagy részét már lerohanta a villámháborús taktikának köszönhetően. Finé az egyik tehervagonban elrejtőzve egy különös kapszulát talál, több lakatot is kinyit rajta, de üldözői utolérik, ezért kénytelen kiugrani a vonatból. Egyik testőre, Tobias azonban a lőtt sérüléseitől meghal. Később Finé a britanniai Lord Redforddal találkozik, hogy a Henry herceggel kötendő frigyükről tárgyaljon, amivel támogatást szerezne országának. Szerencsétlenségére hírek érkeznek, miszerint Germania megkezdte Eylstadt lerohanását, a hercegnőt pedig germaniai katonák foglyul ejtik, másik testőrét, Hermannt is megölve az akció során. Mialatt Finét a birodalom fővárosába, Neue Berlinbe szállítják a császárnak, a vonaton látott kapszulával együtt, a kapszula kinyílik és a benne tárolt boszorkány, Izetta felébred. Izetta ráismer gyermekkori barátjára, Finére és varázserejét használva elpusztítja a repülőt, majd egy puskát seprűként használva megmenti a hercegnőt. | |                     |
| 2 | Sebek és lövések Kizuato to, dzsúszei to / Mit Narben und Schüssen (傷跡と、銃声と; Hepburn: Kizuato to, jūsei to)                             | 2016. október 8.    |
| Izetta megpróbálja biztonságos helyre juttatni Finét, hogy kezelhessék sebeit, melyeket a repülőn való dulakodásban szerzett. Kénytelen használni a varázserejét az őket üldöző germqaniai vadászgépek ellen. Miután Izetta kifogy a varázserejéből, Finé segít a puskával, amelyen ülnek, az utolsó gépet is hatástalanítani, majd a fák közé zuhannak egy erdőben. Gyalog folytatják útjukat, útközben eylstadti katonákhoz csatlakoznak, akik az elesett Schweizen erődből vonulnak vissza. Mialatt Finé sebeit kezelik, Izetta visszaemlékezik, hogyan találkoztak és hogyan lettek barátok, annak ellenére, hogy ő egy boszorkány, az utolsó a fajtájából. Visszaemlékezik arra, hogy a hercegnő hogyan mentette meg az életét a feldühödött parasztoktól, s visszautasítja Finé azon kérését, hogy meneküljön biztonságos helyre, helyette felajánlja a segítségét az országa megmentéséért. | |                     |
| 3 | Mennyek kardja Amakakeru ken / Das Schwert des Himmels (天翔ける剣)                                                                            | 2016. október 15.   |
| A fontvonalon, Coenenbergnél az eylstadti hadsereg, köztük egy fiatal Jonas nevű újonc katona, reménytelenül próbálják feltartani a támadó germaniai hadsereget, akik bombázókkal és harckocsikkal támadnak rájuk. A közeli várban tartózkodó katonák csatlakozni akarnak a harchoz, de Finé megállítja őket, miután tudomására jut, hogy a coenenbergi sereg az életét készül feláldozni, hogy időt nyerjenek, s hercegnő nem akarja a halálba küldeni az embereit. Újabb germaniai bombázók készülnek támadni, de váratlanul megjelenik Izetta, aki a varázserejét dárdákon és kardokon használva elpusztítja az ellenséges repülőket és tankokat. Látva Izetta elkötelezettségét országa megvédéséért, Finé felbátorítja a többi eylstadti katonát, hogy támogassák őt, és így Coenenbergnél győzelmet aratnak a germaniai erőkön. Az eylstadti hadsereg a legendás „Fehér Boszorkány” visszatértét ünnepli, miközben lelkesen éneklik a nemzeti himnuszt. Később a fővárosban Finé apja, a súlyosan beteg Rudolph főherceg, azután, hogy értesül lánya biztonságáról és Izetta tetteiről, elhuny. | |                     |
| 4 | A boszorkány titka Madzso no himicu / Das Geheimnis der Hexe (魔女の秘密; Hepburn: Majo no himitsu)                                            | 2016. október 22.   |
| Finé Eylstadt fővárosába, Landsbruckba utazik, hogy meggyászolja apja halálát. Ezalatt Grosskopf tábornok beszámol a germaniai császárnak, hogy Coenenbergnél egy repülő boszorkány okozta vereségüket. Reggel Izetta a hercegi palotában ébred a szolgálólány, Lotte és Finé szkeptikus testőre, Bianca társaságában. Egy kisebb fürdőszobai baleset után kiderül, hogy Izetta nem mindig tudja használni az erejét, ezért Finé a tanácsadói elé hívja a lányt, aki elárulja, hogy varázsereje a földet behálózó ley vonalak sűrűségétől függ, így ahol nincsenek vagy csak kevés van, mint Landsbruckban, ott nem képes varázsolni, míg Coenenbergnél, ahol sűrűn futnak a ley vonalak, korlátlanul használhatta hatalmát. A kabinet úgy dönt, hogy ezt a titkot bizalmasan kezeli, csak Elvira Friedman riporternek árulják el, akit azzal bíznak meg, hogy Izettát, mint a legendás Fehér Boszorkányt népszerűsítse a nyilvánosság előtt, Finé hamarosan megtartandó koronázásáig, ahol Izettát is bemutatják a világnak. Izetta visszaemlékezik nagymamája szavaira, aki elárulta neki, hogy a boszorkányok titka egy közeli elhagyatott kastély alatt van elrejtve. Bianca magával viszi Izettát a nyomozásra, a kastély egy titkos helyiségében pedig egy leyvonal-térképre bukkannak. Visszaúton Izetta elmeséli Biancának, hogy Finé hogyan mentette meg az életét babonás falusiaktól, és bajtársiasságot fogadnak egymásnak. A koronázás napján Izetta arra biztatja Finét, hogy hozza el nem csak Eylstadt, hanem az egész világ számára a békét. | |                     |
| 5 | A hamis csoda Icuvari no kiszeki / Das falsche Wunder (偽りの奇跡; Hepburn: Itsuwari no kiseki)                                                | 2016. október 29.   |
| Megtartják Finé főhercegnővé való koronázási szertartását a Fehér Boszorkány kastélyában, Eylstadt régi fővárosában, ahol Izetta bemutatja képességét a nagyvilágnak. Izetta ezután ellencsapásokat hajt végre a germaniai megszálló erők ellen, azzal a céllal, hogy megfélemlítsék az ellenséget és elejét vegyék a további támadásoknak. Belkman tájékoztatja a császárt és a helyzet kivizsgálását tanácsolja, kikérve Bassler százados korábbi tapasztalatait Izettáról és arra a következtetésre jut, hogy a boszorkánynak kell lennie gyenge pontjának. Mikor a germaniaiak egy hágónál támadnak, amely alatt nem húzódnak ley vonalak, Finé és Müller egy tervet eszel ki, hogy rejtve maradjanak Izetta korlátai. Izetta figyelmezteti a germaniaiakat, hogy egy tapodtat se menjenek tovább, majd Bianca elit egysége mesterlövész puskákkal kilövi a puskákat a katonák kezéből, végül egy elhagyott bánya alagútjában elhelyezett robbanóanyagokkal leomlasztják a hegyet, mindezt a boszorkány hatalmaként imitálva. A terv sikerül és a germaniaiak visszavonulnak. Röviddel ezután az ifjú katona, Jonas véletlenül fültanúja lesz Müller és Schneider tábornok beszélgetésének a korábbi trükkről. Müller megneszeli Jonast, aki ugyan időben el tud távozni, de egy elejtett családi fényképet a helyszínen hagy. | |                     |
| 6 | Egy békés napon… Odajakana hi ni / An einem ruhigen Tag… (穏やかな日に; Hepburn: Odayakana hi ni)                                              | 2016. november 5.   |
| Germaniában Belkman megteszi az első lépéseket az Izetta elleni ellentámadás kivitelezésére és konzultál a Birodalmi Technológiai Arzenál 9-es Fejlesztőrészlegének fejével annak titkos fegyverfejlesztéseiről. Eylstadtban Finé, Izetta, Bianca és Lotte kiélvezik az első békés napot az invázió kezdete óta. Elvira Friedman táncórája után kiszöknek a palotából egy kávézóba – melyet Finé titokban rendszeresen látogatott –, ahol a kevés megmaradt napi luxuscikk közül a hercegnő kedvenc cseresznyés pitéjét adják. Finé legnagyobb meglepetésére azonban felismerik, sőt a tulajdonos elárulja, hogy kezdettől fogva ő és a palotaőrök is tudták, hogy oda jár. Később Müller Finé engedélyét kéri, hogy külföldre utazzon egy konferenciára, melyet a Germania ellen szövetségre lépett országok tartanak. Finé úgy dönt személyesen vesz részt a konferencián Izettával együtt, s ketten elindulnak Britanniába. Ezalatt Jonas bizalmasan őrmestere tudtára adja, hogy ismeri Izetta gyenge pontját, azonban az őrmester egy germaniai kém, Lorenz százados. Lorenz megpróbálja erőszakkal kicsikarni a titkot a fiúból, de Müller és Koontz megzavarják és üldözőbe veszik, Müller pedig végez Jonas-szal, hogy az információ titokban maradjon. | |                     |
| 7 | A sognefjordi csata Sognefjord kaisze / Die Seeschlacht im Sognefjord (ソグネフィヨルド海戦; Sogunefjordo kaisze; Hepburn: Sogunefyordo kaise) | 2016. november 12.  |
| Finé és Izetta megérkeznek Britanniába, ahol a szövetségeseket Eylstadt megsegítésére kérik, demonstrálva Izetta hatalmát. A szövetségesek egy új, még befejezetlen germaniai repülőgép-hordozó, a Drachenfels miatt fejezik ki aggodalmukat, ezért Finé felajánlja Izetta segítségét az elsüllyesztéséhez. A hajó a Nord országában található Sognefjordba hajózott ki, itt készülnek lecsapni rá még azelőtt, hogy befejeződne az építése. A germaniai hírszerzésnek azonban tudomására jut a terv és a hajót csaliként használják fel, Belkman Basslert kéri fel, hogy vadászgépeivel támadja a boszorkányt. Izettának négy torpedót kell célba juttatnia, a fjordot azonban mágikus és nem mágikus területek is fedik, s ez csökkenti a mozgásterét. Mivel Izettát többször is elhagyja az ereje, mialatt elsüllyeszti a Drachenfelst, ez megerősíti Belkmant abban, hogy a boszorkánynak van gyenge pontja. Biztos abban, hogy ez a titok a Fehér Boszorkány kastélyában található, ezért kémeket szándékozik oda küldeni, meglepetésére azonban Rickert önként vállalja a feladatot. | |                     |
| 8 | Kegyetlen tündérmese Zankokuna otogibanasi / Das grausame Märchen (残酷なおとぎ話; Hepburn: Zankokuna otogibanashi)                            | 2016. november 19.  |
| Rickert ejtőernyővel ér földet Eylstadtban és meglepetésére barátságos és segítőkész emberekkel találkozik, köztük a civilbe öltözött Biancával és Lottéval, akik eljuttatják a Fehér Boszorkány kastélyához, nem tudván, hogy egy germaniai kém. Csatlakozik Lorenzhez, akit még mindig üldöz Müller és a Fejedelmi Őrség. Rickert és Lorenz behatolnak a titkos kamrába egy vérmintát használva, melyet még Izettától vettek korábbi fogsága alatt. Lefényképezik a leyvonal-térképet, de a vér felfed egy különös vörös követ. A Fejedelmi Őrség azonban rájuk talál és Rickert egy Biancával folytatott tűzpárbajban feláldozza magát, hogy Lorenz elmenekülhessen. Lorenz-cel is végez az egyik mesterlövész, de egy másik germaniai kém megszerzi a fényképezőgépet és a vörös követ. Ezalatt Lord Redford kastélyában egy álarcos bált tartanak, ahol Finé és Izetta Belkmannal és egy különös lánnyal találkozik, aki megharapja Izettát az ajkánál és egy keveset iszik a véréből, majd álomba zuhan. Később Stanley, az Atlantai Egyesült Államok külügyminisztere tájékoztatja a két lányt, hogy tekintetettel Izetta sognefjordi sikerére, ajánlani fogja az elnöknek, hogy katonákat küldjön az európai hadszíntérre. A jelentésbe azonban mind Germania, mind Eylstadt megtámadását javasolja, hogy elhárítsák a potenciális fenyegetést, melyet Izettában lát. | |                     |
| 9 | A Sellun-folyosó lángokban Sellun kairó moe / Der Sellun-Korridor brennt nieder (ゼルン回廊、燃ゆ; Zerun kairó moe; Hepburn: Zerun kairō moe)  | 2016. november 26.  |
| Három hónappal azután, hogy Izetta és Finé visszatérnek Britanniából, Eylstadtban minden nyugodt, bár a fiatal boszorkány és a hercegnő lehetőségeikhez mérten segítik a Germania-ellenes erőket Európában, mialatt a szövetségesek egy észak felőli támadást készítenek elő. Hamarosan a germaniaiak újabb támadást indítanak Eylstadt ellen, látszólag nyugaton, Coenenbergnél, de mindez csel: a valódi támadás keleten, Sellunnál történik. Izetta a valódi harcmezőre siet, de egy félelmetes ellenfél vár rá: Sophie, egy fiatal boszorkány, aki a germaniaiak szolgálatában áll és az igazi Fehér Boszorkány klónja. Sophie mérhetetlen haragot táplál az eylstadtiak iránt, amiért a múltban elárulták és el akarja pusztítani az országot. Sophie próbálja lebeszélni Izettát arról, hogy az eylstadtiakat szolgálja, de látva a lány lojalitását, egy rövid harcban, a Fehér Boszorkány titkos kamrájában talált mágikus kővel elfojtja Izetta varázserejét (megszakítja a kapcsolatát a ley-vonalakkal) és foglyul ejti. Eylstadt így védtelenül marad a támadó germaniai erők előtt, s két órával később Landsbruck elesik. | |                     |
| 10 | A boszorkány vaspörölye Madzso no teccui / Der eiserne Hammer der Hexe (魔女の鉄槌; Hepburn: Majo no tettsui)                                  | 2016. december 3.   |
| Landsbruck elestével a germaniaiak és Sophie felszámolják a szervezett katonai ellenállás maradék fészkeit, mialatt a magas rangú eylstadti vezetők, köztük Finé, egy földalatti járaton elmenekülnek. Germaniában Otto gratulál Sophie-nak és Belkmannak az elért eredményeikért, de utóbbit elbocsájtja a Fejlesztőrészlegtől. A császár szokatlanul nagy elbizakodottsággal tervbe veszi a világ hátralévő részének meghódítását. Sellunnál a fogságba esett Izettát eylstadti katonák és a Fejedelmi Őrség tagjai egy rajtaütéssel kiszabadítják. Egy hónappal később Izetta egy földalatti rejtekhelyen ébred fel, amely Eylstadt fővárosaként funkcionál. Finé és Müller felfedik Izetta előtt, hogy felmenőik részesei a Fehér Boszorkány legendájának: a herceg felesége, aki Finé felmenője, és Müller felmenői együtt árulták és adták ki az inkvizíciónak a boszorkányt. Izetta továbbra is eltökélt, hogy Finé kedvvért harcoljon, a hercegnő mély sajnálkozása és az elszenvedett sérülései ellenére. Ezt látva Müller átadja neki Sophie mágikus kövének másik felét. | |                     |
| 11 | Finé Finé / Finé (フィーネ; Fíne; Hepburn: Fīne)                                                                                               | 2016. december 10.  |
| Müller átadja Izettának a Fehér Boszorkány kövének másik felét, melyet a családja a boszorkány halála óta őrzött titokban. A germaniaiak és Belkman, akit Otto felmentett a boszorkánykutatási feladatai alól, megtekinti a Fehér Boszorkány és Rickert sírját a régi kastélynál. A germaniaiak közben rátalálnak Finé rejtekhelyére, melyet SS katonák rohamoznak meg, s a kegyetlen parancsnok megadásra kényszeríti a hercegnőt és követőit. Izetta a mágikus követ használva megfutamítja a támadókat, vállalva a kockázatot, amely a kő használatával jár. Belkman, miután meggyőződött arról, hogy elbocsájtásával a császár halálra ítélte, megöli az SS parancsnokot és megadja magát az eylstadtiaknak. Információkat ad át Otto új szigorúan titkos rakétafegyveréről, melyet Sophie mágiája irányít és tölt fel hatalmas erővel, s hamarosan Landsbruckra lövik ki, demonstrálva Germania erejét a világnak. Hogy meghiúsítsák Otto tervét, Finé Westriába utazik egy germaniaiak által szervezett konferenciára, ahol be akarják hódoltatni a világ vezető hatalmait, Izetta pedig Sophie ellen indul, hogy megakadályozza a rakéta kilövését, de a germaniaiak felkészülten várják őket. | |                     |
| 12 | Izetta Izetta / Izetta (イゼッタ) | 2016. december 17.  |
| Izetta és Sophie között kezdetét veszi a mindent eldöntő küzdelem, miközben a rakéta kész a indításra. Müller és Bianca mindent megtesznek, hogy a hercegnőt bejuttassák a konferenciára, de Belkman elmenekül. Mivel Bassler lebuktatja őket, Müller eltereli a támadó germaniai katonákat, de egy fiatal katona, akit Jonasnak néz, lelövi. Müller önfeláldozásával Finé és Bianca bejutnak a konferenciára, hogy megakadályozzák a feltétel nélküli megadást Germaniának. Izetta elcsalja Sophiet a rakétától, hogy megakadályozza a kilövését, de a germaniaiak felébresztenek egy másik Sophiet, és segítségével kilövik. Hogy megállítsa a rakétát, Izetta elnyeli a világ összes varázserejét és egy hatalmas robbantásban legyőzi Sophiet, akinek a teste már túl gyenge, hogy ezt kibírja. Ezzel meghiúsul Otto világuralmi terve, s a világról eltűnik minden varázslat, Izetta élete pedig véget ér boszorkányként. A háború befejeződik, mikor a szövetségesek Atlanta vezetésével lerohanják Európát és Otto öngyilkosságot követ el. Finé ezután tovább dolgozik a világbéke megteremtéséért, és rendszeresen meglátogatja Izettát, aki azon a helyen épült házában lakik, ahol először találkoztak gyerekként. | |                     |

## Fogadtatás
A T.H.E.M. Anime Reviews ismertetőjében 5-ből 3 pontot adott a sorozatnak, legnagyobb hibájának pedig azt találta, hogy nem igazán jött rá a sorozat mondanivalójára. Látványos akcióként vagy „az idealizált hercegnő és a kiközösített boszorkány barátságának történeteként” megállja a helyét, de egy történelmi drámához túlságosan elrugaszkodott a valóságtól, egy tanmeséhez pedig túlságosan propagandisztikus. A befejezés „szép és tiszta, habár túlságosan önfeláldozó”. A kritikus szerint puszta akciósorozatként jobban megállhatta volna a helyét.

## Fordítás
- Ez a szócikk részben vagy egészben  az   Izetta: The Last Witch című angol Wikipédia-szócikk ezen változatának fordításán alapul.  Az eredeti cikk szerkesztőit annak laptörténete sorolja fel. Ez a jelzés csupán a megfogalmazás eredetét és a szerzői jogokat jelzi, nem szolgál a cikkben szereplő információk forrásmegjelöléseként.